# Taufbecken Hérisson (Allier)

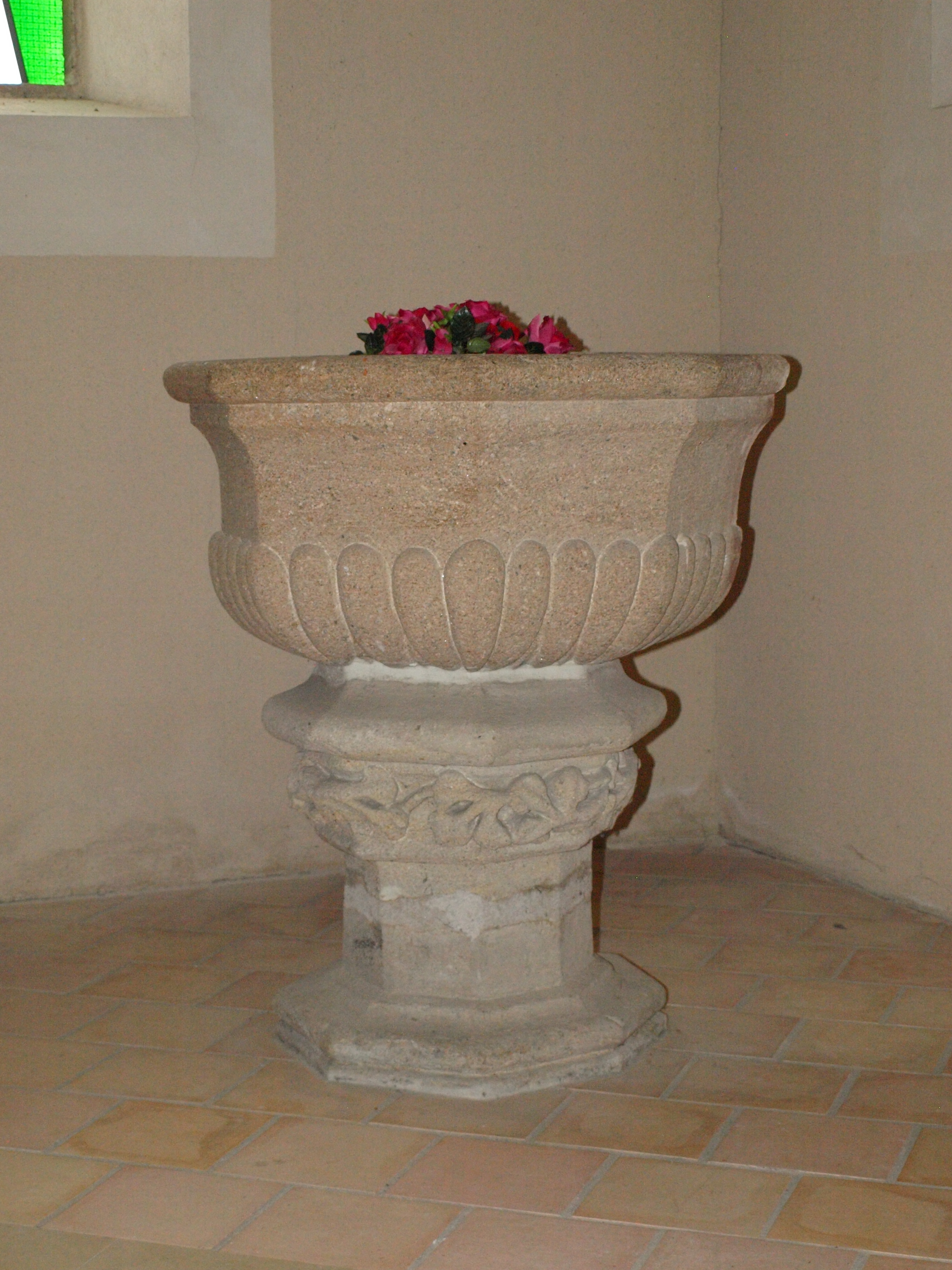
Taufbecken in Hérisson

Das Taufbecken in der Kirche Notre-Dame in Hérisson, einer französischen Gemeinde im Département Allier der Region Auvergne-Rhône-Alpes, wurde im 12. oder 13. Jahrhundert geschaffen. Das Taufbecken aus Sandstein ist seit 1990 als Monument historique in die Liste der geschützten Objekte (Base Palissy) in Frankreich aufgenommen.
Das Taufbecken, das ursprünglich in der Stiftskirche St-Sauveur stand, wurde aus einem einzigen Steinblock geschaffen. Das sechseckige Becken mit Godronierung steht auf einem mehrstufigen Sockel, der am oberen Ende mit einem Blattfries geschmückt ist.  